# Паникаха, Михаил Аверьянович
Михаил Аверьянович Паникаха (1914, Могилёв, Российская империя — 2 октября 1942, Сталинград, РСФСР, СССР) — заместитель командира отделения 1-й роты 883-го стрелкового полка 193-й стрелковой дивизии 62-й армии, Герой Советского Союза.

## Биография
Михаил Аверьянович Паникаха родился в селе Могилёв (ныне Царичанского района) Днепропетровской области в крестьянской семье. Получил начальное образование, работал в колхозе.
В РККА с 1939 года, служил матросом на Тихоокеанском флоте.

### Великая Отечественная война
Во время Великой Отечественной войны (март 1942 года) по его собственной просьбе был направлен в Сталинград и зачислен в 883-й стрелковый полк 193-й стрелковой дивизии 62-й армии красноармейцем-бронебойщиком, хотя форму матроса не снимал.

### Подвиг

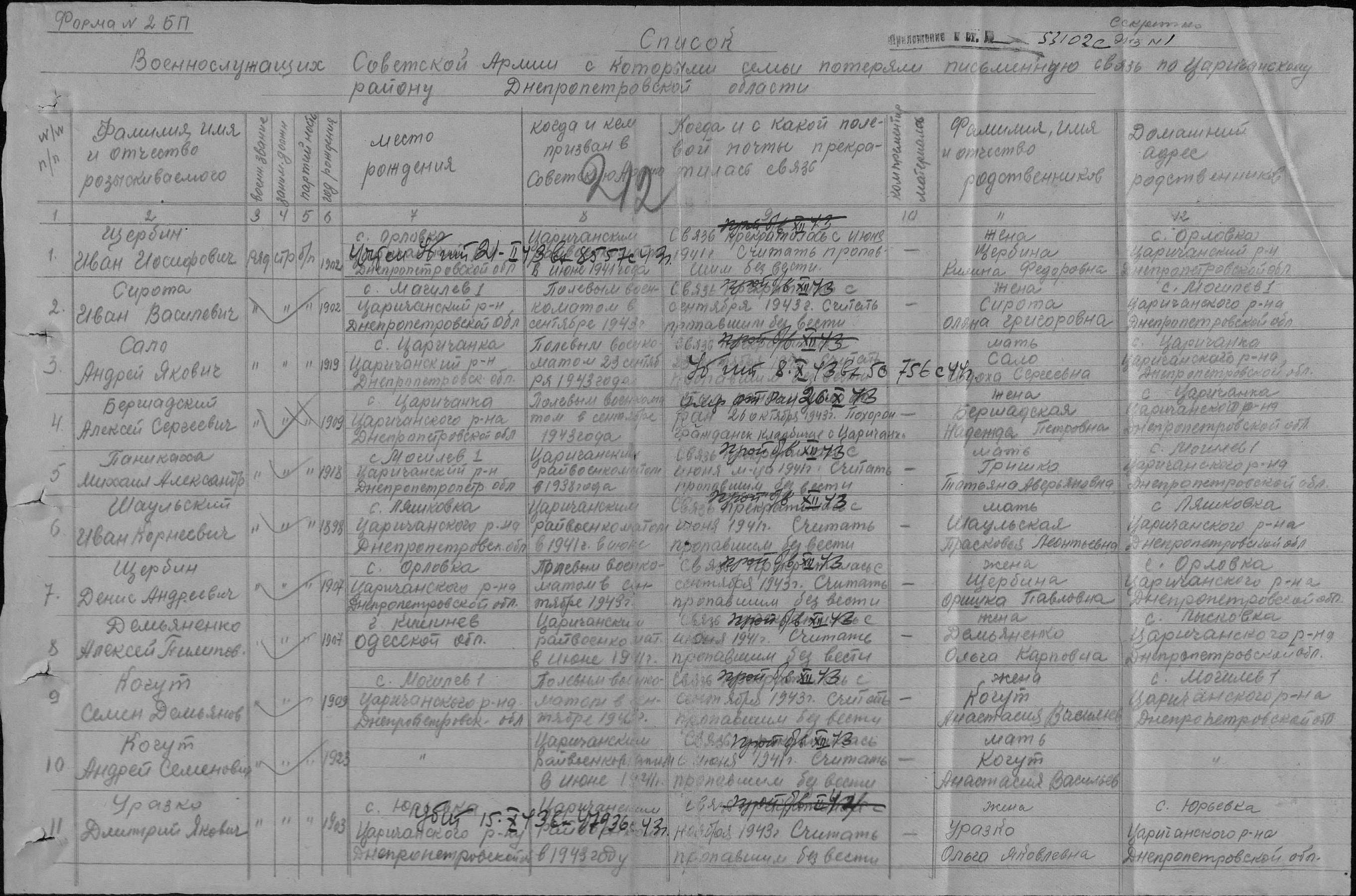
Список военнослужащих пропавших без вести

2 октября 1942 года в бою при защите завода «Красный Октябрь» красноармеец Михаил Паникаха совершил подвиг. На окоп, в котором он находился, двигались вражеские танки. Взяв две бутылки с горючей жидкостью, Михаил пополз в сторону головного немецкого танка. Пуля попала в одну из бутылок, жидкость моментально разлилась по телу бойца и воспламенилась. Вспыхнув факелом, Михаил бросился на решётку моторного люка и разбил об неё вторую бутылку. Немецкий танк остановился. За этот подвиг 9 декабря 1942 года Михаил Паникаха был посмертно награждён орденом Отечественной войны I степени. Михаила похоронили в глубокой воронке, близ завода «Красный Октябрь».

К позициям батальона морской пехоты ринулись фашистские танки. На окоп, в котором находился матрос Михаил Паникаха, двигались, ведя огонь из пушек и пулемётов, несколько вражеских машин.
Сквозь грохот выстрелов и разрывы снарядов всё явственнее слышался лязг гусениц. К этому времени Паникаха уже израсходовал все свои гранаты. У него оставались лишь две бутылки с горючей смесью. Он высунулся из окопа и размахнулся, целясь бутылкой в ближайший танк. В это мгновение пуля разбила бутылку, поднятую над его головой. Живым факелом вспыхнул воин. Но адская боль не замутила его сознания. Он схватил вторую бутылку. Танк был рядом. И все увидели, как горящий человек выскочил из окопа, подбежал вплотную к фашистскому танку и ударил бутылкой по решётке моторного люка. Мгновение — и огромная вспышка огня и дым поглотили героя вместе с подожжённой им фашистской машиной.
— Маршал Советского Союза В.И. Чуйков. От Сталинграда до Берлина
К званию Героя Советского Союза представлялся ещё в ноябре 1942 года, но получил его лишь указом Президента СССР от 5 мая 1990 года, посмертно.
На месте подвига героя долгое время стоял мемориальный знак с памятной плитой. 8 мая 1975 года на этом месте был воздвигнут памятник.
Поэт Демьян Бедный посвятил стихи подвигу солдата.

Пал, совершивши подвиг свой,

Чтобы пламя сбить на рукаве,

Груди, плечах, на голове,

Горящий факел воин-мститель

Не стал кататься по траве,

Искать спасения в болотце.

Он сжег врага своим огнём,

Легенды сложены о нём, —

Бессмертном нашем краснофлотце.
— Демьян Бедный

## Награды
- Медаль «Золотая Звезда» (№ 11621);
- орден Отечественной войны I степени.

## Память
- Памятник в Волгограде.
- Улица в Волгограде.
- Улица и памятник в Днепре[4].
- Улица и памятник в селе Могилёв Царичанского района Днепропетровской области.
- Именем Михаила Паникахи названа Волгоградская морская школа ДОСААФ, у здания установлен бюст героя[5].
- Памятник на территории бывшей войсковой части недалеко от платформы Ораниенбаум в Ленинградской области[6].
- Подвиг Михаила Паникахи изображён на панораме «Сталинградская битва».

## Галерея

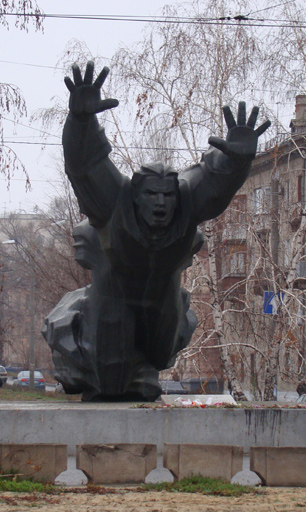
Памятник в Волгограде
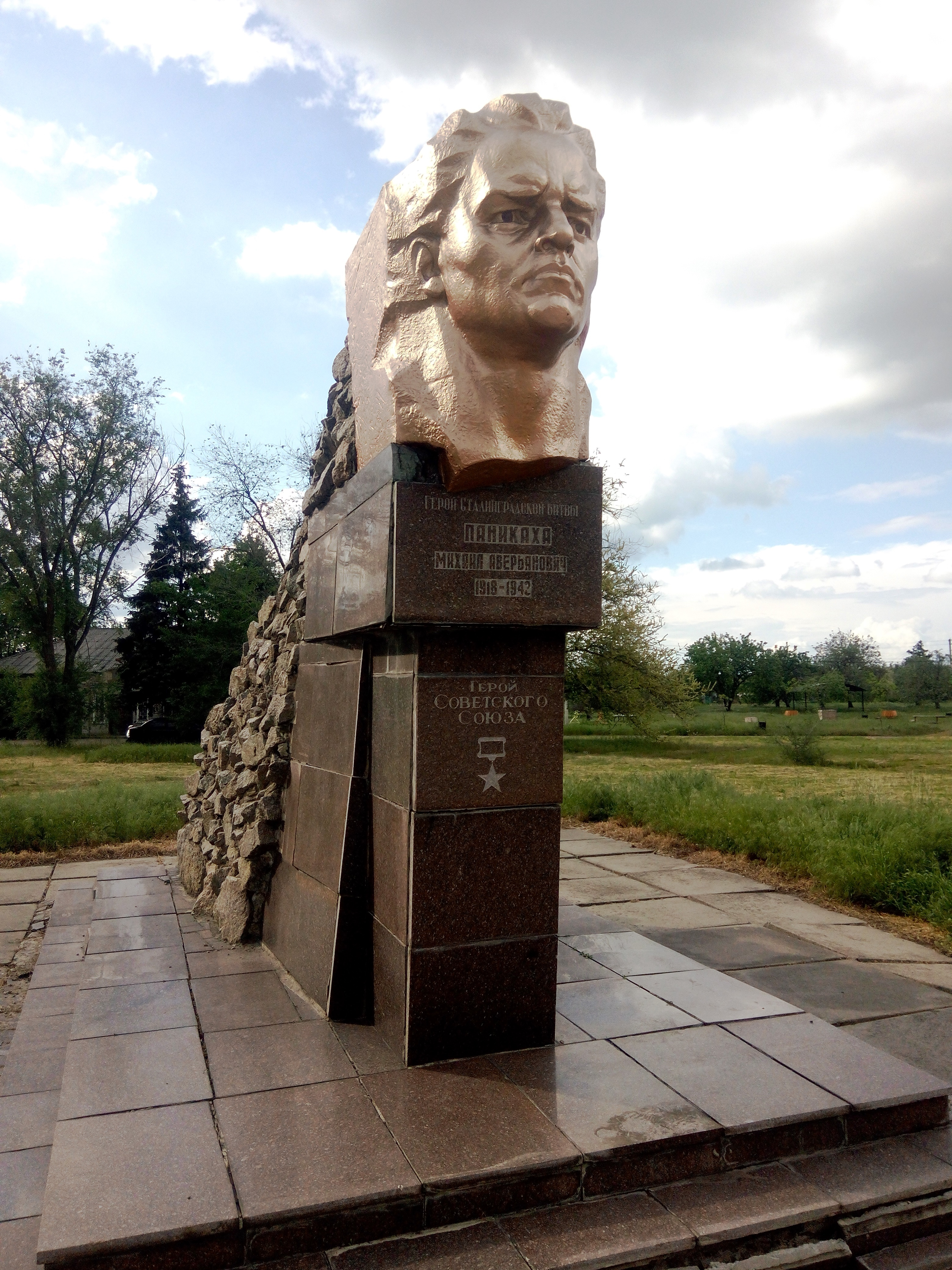
Памятник в Могилёве
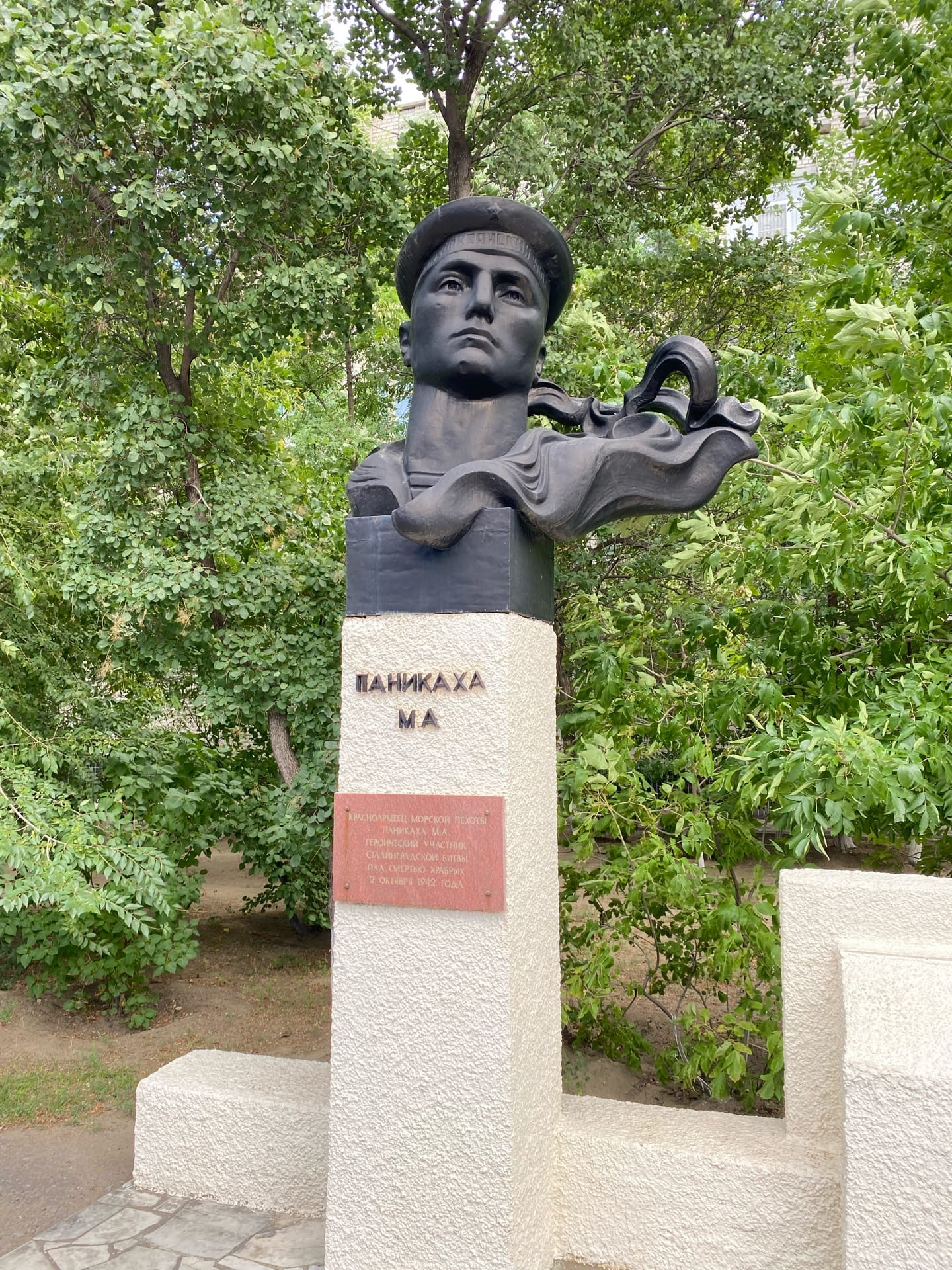
Памятник у здания Волгоградской морской школы ДОСААФ
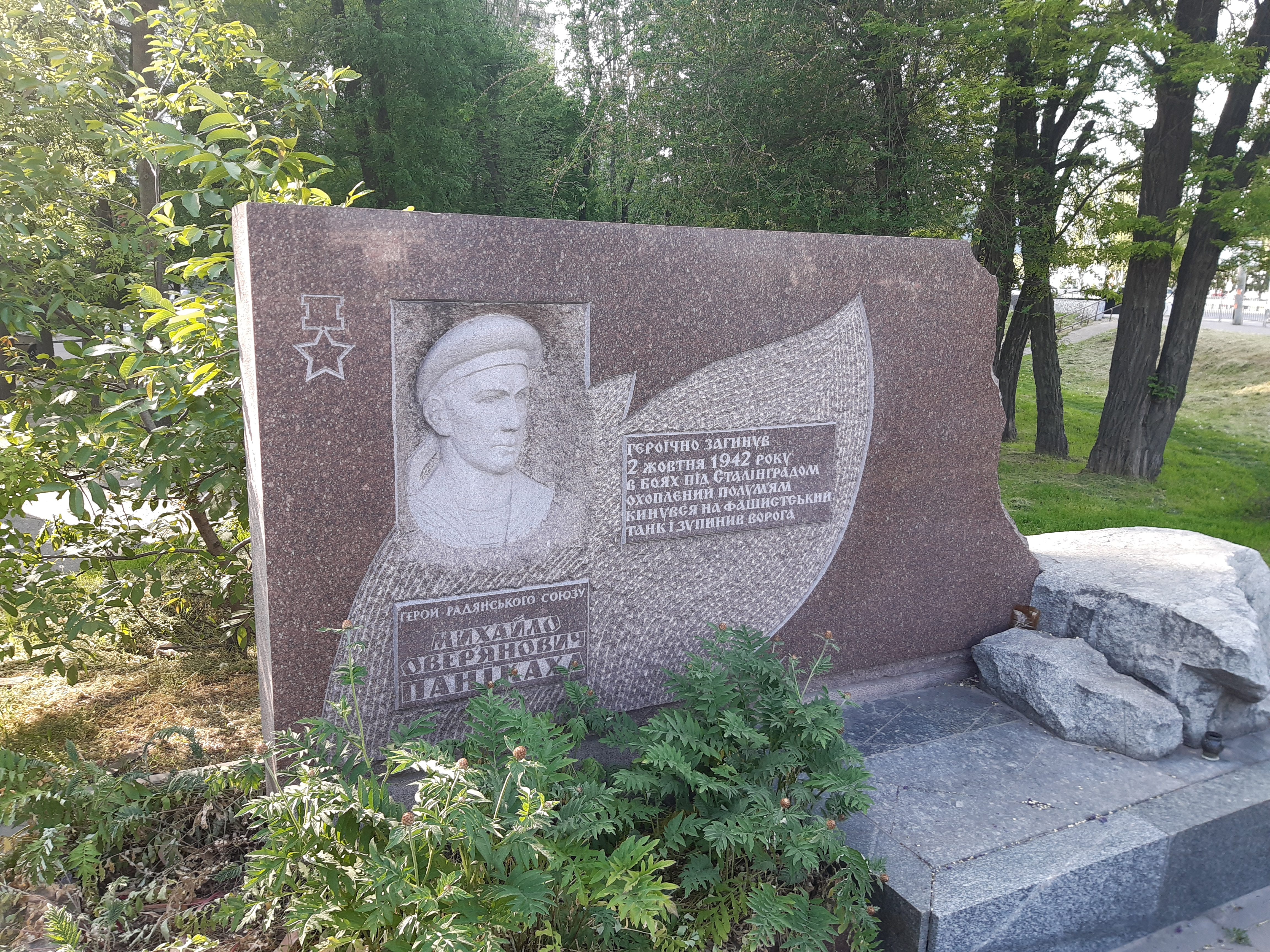
Стела в честь Михаила Паникахи на улице, названной его именем, в Днепре